# Partille landskommun
Partille landskommun var en tidigare kommun i dåvarande  Göteborgs och Bohus län.

## Administrativ historik
När 1862 års kommunalförordningar började gälla inrättades då denna kommun i Partille socken i Sävedals härad i Västergötland.
Kommunreformen 1952 lämnade denna kommun opåverkad. 
I kommunen inrättades 2 april 1931 Jonsereds municipalsamhälle, Sävedalens municipalsamhälle och Partille municipalsamhälle, vilka sedan upplöstes 31 december 1954. 
Från 1971 ingår området i Partille kommun.
Mellan 1952 och 1970 var kommunkoden 1402.

### Kyrklig tillhörighet
I kyrkligt hänseende tillhörde kommunen Partille församling.

## Kommunvapen
Blasonering: Sköld, delad av blått och guld, visande i övre fältet en klockstapel av guld och i nedre fältet ett uppskjutande blått berg mellan två blå musslor med låset nedåt.
Vapnet antogs 1963 och övertogs av Partille kommun.

## Geografi
Partille landskommun omfattade den 1 januari 1952 en areal av 59,29 km², varav 57,10 km² land.

### Tätorter i kommunen 1960
| Tätort            | Folkmängd |
| ----------------- | --------- |
| Göteborg, del avd | 13 871a   |
| Jonsered          | 1 010b    |
| Kåhög             | 478c      |

Tätortsgraden i kommunen var den 1 november 1960 97,1 procent.

## Politik

### Mandatfördelning i valen 1938–1966
| 4 | 15 | 5 |  |

| 23 |

| 4 | 13 | 3 | 3 | 2 |

| 25 |

| 5 | 11 | 5 | 4 |

| 23 |

| 3 | 11 |  | 9 |  |

| 23 |

| 3 | 11 | 5 | 5 |  |

| 22 |

| 2 | 11 | 7 | 5 |

| 22 |

| 2 | 12 | 7 | 4 |

| 20 | 5 |

| 3 | 14 | 2 | 14 | 7 |

| 33 | 7 |